# Джуришич, Неманья
Неманья Джуришич (род. 23 февраля 1992, Титоград, СФРЮ) — черногорский профессиональный баскетболист, играющий на позиции тяжёлого форварда.

## Карьера
В мае 2024 года Джуришич подписал контракт с «Нижним Новгородом». В составе команды Неманья стал серебряным призёром Кубка России и был включён в символическую пятёрку «Финала четырёх» турнира.

## Личная жизнь
В июне 2020 года Джуришич женился на участнице конкурса «Мисс Турция-2013» Эзги Авджи.

## Достижения
- Чемпион Северной европейской баскетбольной лиги: 2022/2023
- Чемпион Бельгии: 2018/2019
- Чемпион Польши (2): 2015/2016, 2016/2017
- Обладатель Кубка Польши: 2017
- Серебряный призёр Кубка России: 2024/2025
- Обладатель Суперкубка Польши (2): 2015, 2022